# Uwe Kolbe
Uwe Kolbe (Berlín Este, 17 de octubre de 1957) es un poeta y prosista alemán.

## Vida
Bajo la mediación de Franz Fühmann publicó sus primeros textos en la revista literaria Sinn und Form en el año 1976, y en el año 1979 empezó a escribir de forma independiente. En los años 1980-81 aprobó un curso especial en el Instituto de Literatura Johannes R. Becher. Debido a sus discrepancias con las políticas culturales de la República Democrática Alemana durante la década de 1980 sus trabajos fueron prohibidos, por lo que público en distintas revistas clandestinas. Entre los años 1984 y 1987 publicó junto con Bernd Wagner y Lothar Trolle la revista literaria Mikado.
Durante temporadas Kolbe estuvo vigilado por la Stasi. En 1986 recibió un visado permanente y al año siguiente se trasladó a Hamburgo. En 1989 recibió una plaza como profesor invitado en Austin, Texas. Entre 1997 y 2003 fue profesor de literatura y teatro en la Universidad de Tubinga.
Reside en Berlín y es miembro de la Freie Akademie der Künste zu Leipzig. Su hijo, nacido en 1979, es un rapero conocido como Mach One en la escena del hip-hop de Berlín.
En el año 2010 fue invitado al Festival Internacional de Poesía de Medellín.

## Obra
- Hineingeboren (1980)
- Abschiede und andere Liebesgedichte (1981)
- Texte am Ende der Zeit (1985)
- Bornholm II (1986)
- Mikado oder Der Kaiser ist nackt. Selbstverlegte Literatur in der DDR (1988)
- Vaterlandkanal. Ein Fahrtenbuch (1990)
- Nicht wirklich platonisch (1994)
- Die Situation (1994)
- Vineta. Gedichte (1998)
- Renegatentermine. 30 Versuche die eigene Erfahrung zu behaupten (1998)
- Die Farben des Wassers. Gedichte (2001)
- Der Tote von Belintasch. Kriminalerzählung (2002)
- Thrakische Spiele. Kriminalroman (2005)
- Ortvoll. Gedichte (2005)
- Rübezahl in der Garage. Franz Fühmann in Märkisch-Buchholz und Fürstenwalde 1958–1984 (2006)
- Diese Frau. Liebesgedichte (2007)
- Heimliche Feste. Gedichte (2008)
- Storiella – Das Märchen von der Unruhe (2008)
- Vinetas Archive. Annäherungen an Gründe (2011)

- Lietzenlieder. Gedichte (2012)

- Die Lüge. Roman[5] S. Fischer, Frankfurt am Main ISBN 978-3-10-040221-9. 2014

- Mein Usedom . Mareverlag, Hamburgo ISBN 978-3-86648-162-6. 2014

- Gegenreden. S.Fischer, Frankfurt am Main ISBN 978-3-10001-456-6. 2015

## Premios
- 1987 Premio Kunstpreis Berlin
- 1987 Premio Friedrich Hölderlin de la ciudad de Bad Homburg vor der Höhe
- 1988 Nicolas-Born-Preis für Lyrik
- 1988 Premio de traducción de Henschel-Verlags
- 1992 Beca Villa Massimo
- 1992 Berliner Literaturpreis
- 1993 Premio Friedrich Hölderlin de la universidad y la villa de Tubinga
- 2005 Beca de Rheinsberg
- 2006 Preis der Literaturhäuser
- 2012 Premio Heinrich Mann
- 2012 Lyrikpreis Meran
- 2014 Menantes-Preis de literatura erótica